# Бул-теријер
Бул-теријер (енг: Bull Terrier) је врста пса у породици теријер, пореклом из Енглеске.
Настао је од булдога и изумрле врсте белог енглеског теријера. Шпански поентер је касније укрштен са овом да би се врстом повећао њен раст.

## Основно
- Мужјак
  - Висина од 51 до 56 цм
  - Тежина од 25 до 36 кг
- Женка
  - Висина од 46 до 51 цм
  - Тежина од 20 до 25 кг[3]

## Историја
Творцем расе сматра се Џејмсом Хинксом из британског града Бирмингем, тачније речено породица Хинкс, јер је за ригорозну селекцију и строго контролисано укрштање требало више генерација.

## Карактеристике пса

### Нарав
Бул-теријер има високи праг суздржаности и зна када га неко напада и када се шали. Мало лаје и сигуран је чувар. Бул-теријер је љубазан пас који је добар са свим узрастима укључујући малу децу.

### Општи изглед
Бул-теријер је снажан и мишићав пас. Необична је његова глава која је у облику јајета. Очи су косе и троугласте. Длака је кратка, полегла, једнака, сјајна и оштра на додир. Мекша подлака може бити присутна зими. Што се тиче боје, бул теријер може имати чисту белу длаку, а може бити и обојен, тј. имати црну тиграсту шару, риђу и светло смеђу боју, као и тробојност.